# Glittriga Gullan
"Glittriga" Gullan Gyllenlock ("Glittering" Goldie O'Gilt) är en seriefigur som förekommer i Kalle Anka-serierna. Hon skapades av Carl Barks, som dock bara använde henne i en enda serie; Tillbaka till Klondike från 1953.
Gullan träffade Joakim von Anka på 1890-talet när han grävde guld i Klondike och hon uppträdde som sångerska i en saloon. Har Joakim någon gång älskat en kvinna är det Gullan.
Som husdjur har Gullan på senare tid en grizzlybjörn, Svarten.
Efter Barks har andra tecknare och författare använt sig av Gullan. Hon uppträdde i en serie av Romano Scarpa 1966, som introducerade Gullans barnbarn, Ank-Sofie, och i brasilianska Kalle Anka-serier på 1970-talet. I Egmont Creatives Kalle Anka-serier förekom hon i fyra äventyr under perioden 1980-1984, bland annat "På nya äventyr i Klondike" 1980, tecknad av Vicar, som troget följer Barks originalhistoria.
Gullans stora återkomst har dock varit i serierna av Don Rosa, först i äventyret "Sista släden till Dawson" 1988, sedan som en viktig del av "Joakims liv" och senast i Fången vid Ångestfloden. Rosa gav henne efternamnet O'Gilt (på svenska Gyllenlock).
Hon dök också upp i flera avsnitt av TV-serien DuckTales, däribland filmatiseringen av Tillbaka till Klondike. Där görs hennes röst av Joan Gerber och i svensk dubbning av Lena Ericsson.
I vissa avsnitt av DuckTales översattes Glittriga Gullan till Guldsan på svenska.